# 대한민국 육군의 여단 목록
다음은 대한민국 육군에서 있었거나 사라진 여단과 단의 목록이다.

## 보병
- 제501보병여단; 1981년 10월 15일, 창설
- 제503보병여단
- 제505보병여단
- 제507보병여단

- 제1경비단; 1996년 12월 17일, 창설
- 제2경비단
- 제3경비단
- 세종시 경비단

### 기계화 보병
수기사 예하의 제1기갑기계화보병여단은 대한민국 육군이 최초로 창설한 기갑 연대였던 전통을 살리기 위해 기갑 명칭을 가진다. 각 제대는 보병 연대에서 기계화보병으로 전환될 시에 연대 호칭에서 여단 호칭으로 바뀌게 된다. (수도사단 1보병연대 ->(기계화보병)수도기계화보병사단 제1기계화보병여단)
- 제1기갑기계화보병여단 (8사단 예하)
- 제1기계화보병여단 (수기사 예하)
- 제9기계화보병여단 (11사단 예하)
- 제13기계화보병여단 (11사단 예하)
- 제16기계화보병여단 (수기사 예하)
- 제26기계화보병여단 (수기사 예하)
- 제61기계화보병여단 (11사단 예하)
- 제60기계화보병여단 (8사단 예하)
- 제73기계화보병여단 (8사단 예하)
- 제90기계화보병여단 (30사단 예하)
- 제91기계화보병여단 (30사단 예하)
- 제92기계화보병여단 (30사단 예하)

## 특수부대

### 특수전
- 육군특수전사령부 "사자"
- 제1공수특전여단 "독수리"; 1958년 4월 1일, 창설
- 제3공수특전여단 "비호"
- 제7공수특전여단 "천마"
- 제9공수특전여단 "귀성"
- 제11공수특전여단 "황금박쥐"
- 국제평화지원단 "흑룡"

### 특수임무
- 제13특수임무여단 "흑표"; 1977년 7월 1일, 창설
- 제707특수임무단; 1981년 4월 17일, 창설

### 특공대
- 제201특공여단 "황금독수리"; 1984년, 창설
- 제203특공여단 "용호"; 1984년, 창설
- 제205특공여단 "백호"; 1984년 ~ 2008년 12월 1일

## 기갑
- 제1기갑여단 "전격"; 1968년 4월 1일, 창설
- 제2기갑여단 "충성"; 1968년 4월 1일, 창설
- 제3기갑여단 "번개"; 1988년 9월 1일, 창설
- 제5기갑여단 "철풍"; 1990년 12월 1일, 창설
- 제20기갑여단 "독수리"; 2019년 12월 1일, 창설
- 제30기갑여단; 2020년 12월 1일, 제30기계화보병사단에서 축소됨.
- 제102기갑여단 "일출"; 1988년 6월 1일

## 포병
- 수도포병여단; 1974년
- 제1포병여단; 1953년 2월 16일, 창설
- 제2포병여단; 1953년 2월 16일, 창설
- 제3포병여단; 1953년 4월 13일, 창설
- 제5포병여단; 1953년 5월 1일, 창설
- 제6포병여단; 1954년 5월 1일, 창설
- 제7포병여단;

- 제1포병단
- 제2포병단
- 제3포병단
- 제5포병단
- 제6포병단
- 제7포병단
- 제8포병단
- 제9포병단
- 제11포병단
- 제12포병단

## 공병
- 제1공병여단
- 제2공병여단
- 제3공병여단
- 제5공병여단
- 제6공병여단; 1971년 7월 15일, 창설.
- 제7공병여단

- 제1101공병단
- 제1107공병단
- 제1113공병단
- 제1115공병단
- 제1116공병단
- 제1117공병단
- 제1118공병단
- 제1120공병단
- 제1170공병단
- 제1173공병단
- 제1175공병단

## 군사경찰
- 수도방위사령부 군사경찰단
- 수도군단 군사경찰단
- 제1군단 군사경찰단
- 제2군단 군사경찰단
- 제3군단 군사경찰단
- 제5군단 군사경찰단

## 통신
- 정보통신여단; 2019년 1월 1일, 창설
- 제11정보통신단; 2018년 12월 31일, 정보통신여단으로 병합됨.
- 제12정보통신단
- 제13정보통신단; 2018년 12월 31일, 정보통신여단으로 병합됨.
- 제100정보통신단
- 제101정보통신단
- 제102정보통신단
- 제103정보통신단
- 제105정보통신단
- 제106정보통신단
- 제107정보통신단
- 제108정보통신단
- 제122정보통신단

## 방공
- 제1방공여단; 1986년 12월 1일, 창설.
- 제11방공단 (제1군단)
- 제15방공단 (제5군단)

## 항공
- 제1항공여단; 1978년 6월 1일, 창설.
- 제2항공여단; 1999년 4월 20일, 제2항공단이 여단으로 개편.
- 제1항공단; 1973년 9월 1일, 창설.
- 제2항공단, 1998년 4월 1일, 제61항공단에서 개명.
- 제8항공단
- 제10항공단 (수도군단); 2019년 10월 1일, 창설.
- 제11항공단 (제1군단)
- 제12항공단 (제2군단)
- 제13항공단 (제3군단)
- 제15항공단 (제5군단)
- 제16항공단 (제6군단)
- 제17항공단 (제7군단)
- 제21항공단
- 제31항공단
- 제61항공단; 1978년 6월 1일, 제1항공단에서 개명.

## 군수
- 제1군수지원여단; 2018년 12월 31일, 제3군수지원사령부를 재편성.
- 제2군수지원여단; 2017년 12월 1일, 창설.[1]
- 제3군수지원여단; 2017년 12월 1일, 창설.[1]
- 제5군수지원여단; 2018년 12월 31일, 제2군수지원사령부를 재편성.
- 수도군수지원단; 2019년 12월 31일, 창설
- 제6군수지원단; 2019년 12월 31일, 창설
- 제7군수지원단; 2019년 12월 31일, 창설
- 제8군수지원단; 2019년 12월 31일, 창설
- 제51군수지원단 "비봉"; 1971년 1월 1일, 창설
- 제52군수지원단 "쌍봉"
- 제53군수지원단 "일벌"
- 동해안군수지원단

## 교육
- 육군보병학교 교육여단
- 육군기계화학교 교육여단
- 육군포병학교 교육여단
- 육군부사관학교 교육단

## 같이 보기
- 대한민국 육군의 부대 조직 및 편성 목록
- 대한민국 육군의 사단 목록
- 대한민국 육군의 연대 목록